# Cheekanahalli, Alur
Cheekanahalli là một làng thuộc tehsil Alur, huyện Hassan, bang Karnataka, Ấn Độ.